# Federico Barocci
Federico Barocci (ook geschreven Barozzi; Urbino, ±1535 – 1612) was een Italiaanse schilder en drukker. Zijn eigenlijke naam was Federico Fiori. Hij kreeg de bijnaam Il baroccio, wat in bepaalde Italiaanse dialecten "tweewielige ossenwagen" betekent. Zijn manier van schilderen liep vooruit op het tijdperk van de barok.

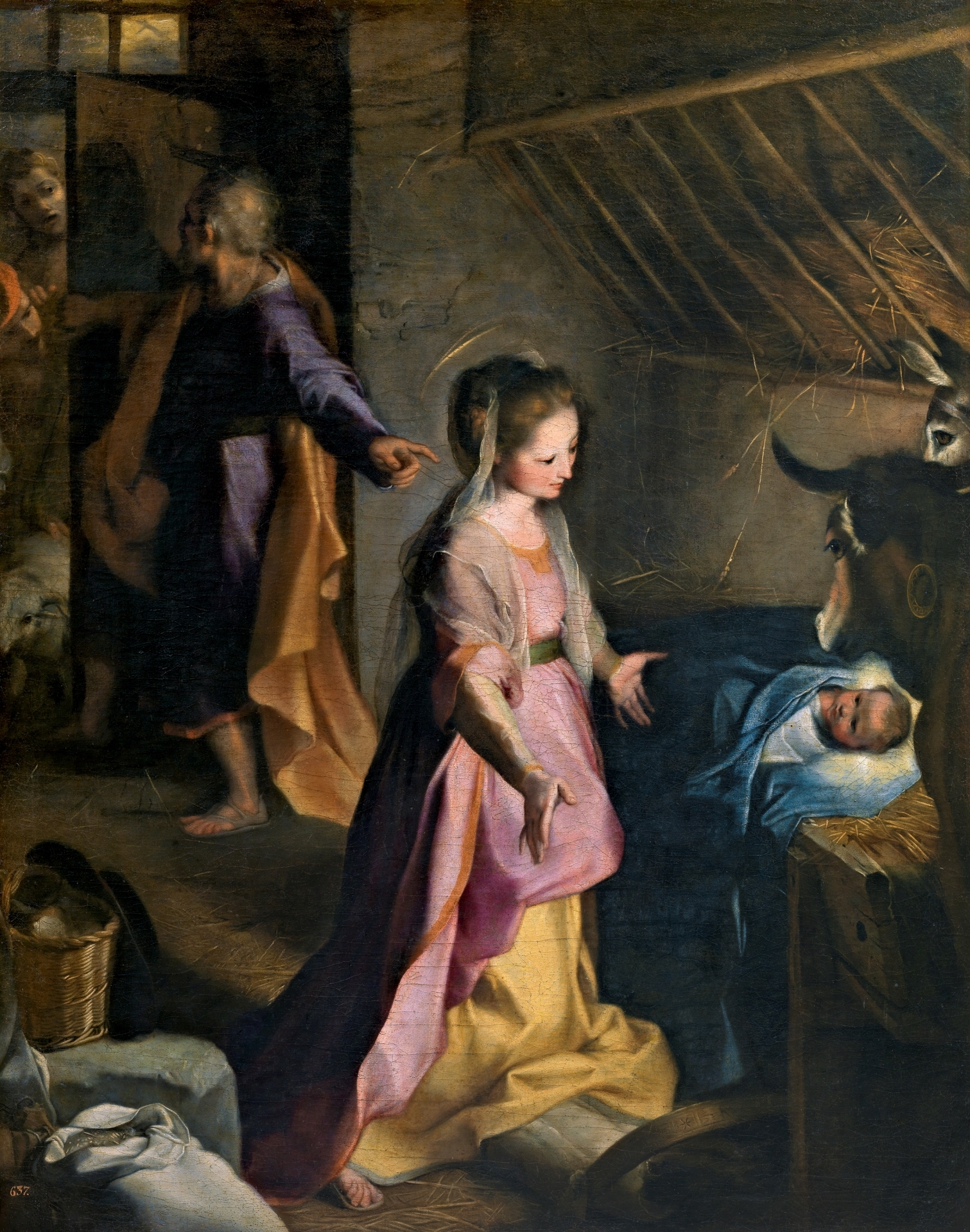
De geboorte van Christus, 1597 (Prado)

Federico's vader Ambrogio Barocci was een beeldhouwer die plaatselijk vrij veel bekendheid had. In Urbino was hij eerst als leerjongen in dienst bij de schilder Battista Franco Veneziano. Samen met zijn oom Bartolomeo Genga ging Federico eerst naar Pesaro en in 1548 naar Rome, waar hij aan het werk ging in de studio van de maniëristische schilders Taddeo en Federico Zuccari. Na vier jaar keerde hij terug naar zijn geboortestad, waar hij zijn eerste eigen schilderij maakte. Paus Pius IV riep hem weer terug naar Rome om mee te helpen met de decoratie van het Apostolisch Paleis.
In 1598 schilderde Federico De vlucht van Aeneas uit Troje.

## Publieke collecties
Werk van Federico Barocci is te vinden in openbare collecties van onder andere:
- Museum de Fundatie in Zwolle
- Teylers Museum
- Pinacoteca di Brera in Milaan